# Донелла Медоуз
Донелла (Дана) Медоуз (англ. Donella H. "Dana" Meadows, 13 березня 1941, Елджін, Іллінойс, США — 20 лютого 2001, Ганновер, Нью-Гемпшир) — провідна американська дослідниця в галузі охорони довкілля, викладачка і письменниця. Отримала світову популярність як співавторка знаменитої книги «Межі зростання», написаної на замовлення Римського клубу.

## Біографія
Народилась в Елгін, штат Іллінойс. Отримала ступінь бакалавра з хімії в Карлтонському коледжі у 1963 році і ступінь доктора філософії з біофізики в Гарвардському університеті у 1968 році. Після тривалої подорожі зі своїм чоловіком, Деннісом Медоузом, з Англії до Шрі-Ланки і назад, вона стала, як і її чоловік, науковим співробітником Массачусетського технологічного інституту як член команди департаменту, створеного Джеєм Форрестером, засновником системної динаміки, а також принципу магнітного збереження даних у комп'ютерах. Викладала в Дартмутському коледжі впродовж 29 років, починаючи з 1972 року.
Медоуз була нагороджена Фондом П'ю як учений в галузі охорони довкілля (1991) і стипендією МакАртура (1994). Також отримала нагороду Волтера Пейна в галузі наукової освіти (1990). Посмертно отримала нагороду Джона Чейфі за внесок в охорону довкілля за 2001 рік, представлену Фондом закону збереження.
Вела щотижневу шпальту під назвою «Громадянин світу», коментуючи глобальні події з системної точки зору. Багато з цих коментарів були зібрані та опубліковані окремою книгою. Її роботи здійснили визнаний вплив на сотні інших академічних досліджень, ініціатив державної політики та міжнародних угод.
Донелла тривалий час була членом Американської асоціації Римського клубу, яка заснувала премію в її пам'ять «За стійкі глобальні дії». Ця нагорода вручається видатним людям, які зробили внесок в глобальний сталий розвиток, якому Донелла присвятила свої роботи.

## Наукова робота
|                                                       | Коли її запитували, чи достатньо у нас часу, щоб запобігти катастрофі, вона завжди говорила, що у нас рівно стільки часу, скільки потрібно, — починаючи з сьогоднішнього дня.Оригінальний текст (англ.) When asked if we have enough time to prevent catastrophe, she'd always say that we have exactly enough time — starting now |
| — З промови Еморі Лавінгс, присвяченій Донеллі Медоуз | |

### Межі зростання
У 1972 році Донелла Медоуз була в складі групи МТІ, яка розробила глобальну Цифрову модель «World3» на замовлення Римського клубу, що був покладений в основу книги «Межі зростання». У книзі були представлені результати дослідження довгострокових глобальних тенденцій щодо населення, економіки і довкілля. Книга отримала широку популярність у світі і розпочала дискусію про рубежі ресурсів Землі у підтриманні людської економічної експансії, ця дискусія триває донині.

### Група Балатон
У 1982 році Донелла Медоуз і Денніс Медоуз створили міжнародну мережу провідних учених з природних ресурсів, охорони навколишнього середовища, системного моделювання та сталого розвитку. З часу заснування члени групи зустрічаються щоосені на озері Балатон в Угорщини, де також група базується. Хоча формальна назва групи — International Network of Resource Information Centres (INRIC), вона стала більш відомою як Група Балатон.

### Інститут сталого розвитку
Донелла Медоуз заснувала Інститут сталого розвитку (Sustainability Institute), з метою об'єднати дослідження глобальних систем з практичними демонстраціями сталого життя, включаючи розробку кохаузингу чи екопоселення, і органічну ферму у Cobb Hill в Хартланді, Вермонт, США.

### Журналістика
Ідеї, які Донелла розробляла в науковому інституті, знаходили своє відображення в публіцистичних текстах. Вона систематично дописувала до понад 50 видань (і це лише суспільно-політичні видання), вела власні колонки у 25 газетах, була редактором Balaton Bulletin — офіційного видання групи Балатон, брала участь у створенні численних фільмів та програм, виступала як промовець у десятках телевізійних програм, давала сотні інтерв'ю та щомісяця описувала своє життя, свої успіхи, свої радості і свої прикрощі в Листах Дани Медоуз до друзів, які надсилала трьом сотням колег з усього світу.
У своїх промовах, інтерв'ю та авторських колонцках вона прагнула донести важливі послання — принципи та ідеї, синтез наукових та практичних знань, використовуючи які повсякденно, можна змінити якість життя — і на особистому, і на глобальному рівні.

### Глобальне село
У 1990 році Донелла Медоуз опублікувала доповідь під назвою «Who lives in the Global Village?». «Якби світ складався з сіл по 1000 осіб» в даний час опублікована іспанською та японською мовами.
Авторству Донелли Медоуз належить відоме порівняння нашого світу із селом, у якому живе 1000 осіб. Із них 200 людей отримують 40 % загального прибутку, а ще 200 — тільки 2 %. З 670 дорослих людей писемна тільки половина. В цьому селі на 1000 осіб є п'ять вояків, сім учителів і один лікар. Із тримільйонного бюджету 181 тисяча на рік ітиме на озброєння, 159 тисяч — на освіту і 132 тисячі — на охорону здоров'я. Потенціалу їхньої ядерної зброї вистачить на те, щоб підірвати селище космічну кількість разів тощо

### Система 12 важелів
У 1999 році Медоуз опублікувала своє відоме есе «Leverage Points: Places to Intervene in a System». В ньому описано, які типи впливів на систему (будь-якого роду) найбільш ефективні, а які найменш ефективні.